# Biharugra
Biharugra je vas na Madžarskem, ki upravno spada pod podregijo Sarkadi Županije Békés.